# Codice d'amore orientale
Codice d'amore orientale è un film del 1974 diretto da Piero Vivarelli. Come ebbe a dire lo stesso regista in un'intervista, «è un film liberamente ispirato al Kāma Sūtra e a tutta la sua filosofia».

## Trama
La storia è quella di due giovani innamorati, ma ostacolati dai genitori che hanno già combinato i loro matrimoni. I due fuggono e si ritrovano in un tempio del bosco, dove il sommo sacerdote li inizia, insieme ad altre coppie, all'arte del piacere amoroso.

## Location
Il film è stato girato in gran parte in Laos, Thailandia, India, tranne alcune sequenze in Italia, all'interno del Castello di Sammezzano.

## Distribuzione
Distribuito il 5 ottobre 1974. Doppiaggio eseguito presso la Fono Roma con la collaborazione della SAS. La voce narrante e del santone è quella di Giulio Bosetti.
Il film è stato pubblicato in home video negli anni ottanta in formato VHS dall'etichetta SNC.

## Colonna sonora
La colonna sonora è stata composta da Alberto Baldan Bembo con lo pseudonimo di Blue Marvin Orchestra. L'album contenente il commento sonoro del film è stato pubblicato da Joker, sottoetichetta della SAAR Records dei fratelli Guertler, nel 1974 su LP con numero di catalogo SM 3722. L'album è stato ristampato solamente 42 anni più tardi, nel 2016, da Schema in LP+CD con numero di catalogo SCEB946LP/SCEB946CD.

### Tracce
1. God Is Love – 3:30
2. Kamasutra – 2:40
3. Mara-Jat's Love – 3:30
4. Sawadi – 2:00
5. Nude Love – 2:30
6. Hayng And Yutia – 5:00
7. La Cortigiana – 3:00
8. Thai Pop – 3:15
9. Narai And Lakshmi – 3:00